# Катя Шпур
Катя Шпур (на словенски: Katja Špur) е словенска журналистка публицистка, преводачка, поетеса и писателка на произведения в жанр драма, исторически роман и детска литература.

## Биография и творчество
Родена е на 20 ноември 1908 г. в Крапже, Словения, Австро-Унгария в семейството на лихварите Иван и Антония Жличар. Завършва основно образование в Лютомер, а след това учи в гимназии в няколко града – Осиек, Мурска Собота, Загреб и Любляна, където завършва девическата реална гимназия през 1930 г. От 1931 г. следва на различни места – философия в Скопие и Загреб (1931 – 1932), социология в Гренобъл (1932 – 1933) и Скопие (1933 – 1934), славистика и романски езици в Белград (1934 – 1935) и във Факултета по изкуствата на университета в Любляна, който завършва с бакалавърска степен през 1936 г.
След дипломирането си първоначално работи като частен учител, а после като журналист във вестник „Утро“. По време на Втората световна война е уволнена през 1941 г. По-късно е арестувана и е интернирана в концентрационните лагери „Равенсбрюк“ и „Барт“ през 1943 година.
След войната от 1945 г. работи като журналист във вестник „Людска правца“ (предшественик на „Дело“). След това до пенсионирането си преподава в Любляна, Крижевици край Лютомер и в Марибор.
Започва да пише поезия в гимназията. Впоследствие пише детски книги и проза за възрастни, която включва и темата за връзката между мъжете и жените, която по това време е литературна новост. Като писателка е представител на реализма и традиционализма.
Публикува статии по литературни и социални проблеми. Прави преводи от български и румънски. Активната преводачка е на българска литература (Христо Ботев, Елисавета Багряна, Димитър Димов, Ангел Каралийчев, Кръстьо Белев, Димитър Ангелов, Блага Димитрова, Камен Калчев, Павел Вежинов), съставя и антология на българската поезия.
За работата си е удостоена с наградата „Левстик“ за журналистическа дейност през 1949 г. Получава награда и от Народна република България за преводаческата си дейност.
Катя Шпур умира на 18 декември 1991 г. в Любляна, Словения.

## Произведения

### Проза за възрастни
- Po novih potih (1947) – със снимки
- 50.000 hektarov (1948) – със снимки
- Junaki dela (1948)
- Plugi orjejo (1949)
- Pod eno streho (1950)
- Dva studenca (1958)
- Slepa v pregnanstvu (1963) – документална повест за партизанката-разузнавачка Лиза Талян
Сляпа в изгнание, изд.: „Народна култура“, София (1971), прев. Венцеслава Йорданова
- Vezi (1970)
- Ljubezen je bolečina (1980)
- Vrtec v Jeruzalemu (1984)
- Zvesti čuvaj (1984)

### Детско-юношеска литература
- Prva knjiga o rastlinah (1951) – книга с картинки
- Sošolca (1977) – главна героиня е 16-годишната Бреда, която наивно гледа своя съученик Марко; тя говори за първата любов и страха от света на възрастните
- Pri materi (1984) – разказва за живота на майка и нейните синове по време на войната
- Mojca reši račko (1984)
- Mojčine dogodivščine (1984)
- Muce na obisku (1984)
- Potepuški poni, 1984) – книга с картинки
- Zvesti čuvaj (1984)